# Atelier Iris 3: Grand Phantasm
Atelier Iris 3: Grand Phantasm é um RPG japonês produzido pela Gust para o PlayStation 2.
O jogo foi lançado 29 de Junho de 2006 no Japão, em 29 de Maio de 2007 nos Estados Unidos, e em 27 de Julho de 2007 na Europa.

## Enredo
Capítulo final da trilogia Atelier Iris: Eternal Mana. O jogo narra a história de Edge Vanhite.